# Château de Haute-Maison
Le château de Haute-Maison est situé sur la commune de Sucy-en-Brie, dans le département du Val-de-Marne.

## Historique
Le château se dresse sur le site de « la ferme des stations » qui regroupait un hôtel et plusieurs autres bâtiments. En 1600, le domaine est érigé en fief de la Haute-Maison. Le bâtiment actuel a été construit au XVIIe siècle et modifié le siècle suivant.
Le château est acquis par Ludovic Halévy en 1893, apportant une vie artistique et culturelle dans la commune.
Le bâtiment devient propriété de la ville en 1976 et fait office d'hôtel de ville depuis 1979 (ou 1982).
Il fait l’objet d’une inscription au titre des monuments historiques depuis le 20 février 1980.

## Description
Le château se dresse sur le point le plus haut de la commune.